# Ahmad ibn Hanbal
Ahmad bin Muhammad bin Hanbal Abu Abd Allah al-Shaybani (în arabă :  احمد بن محمد بن حنبل ابو عبد الله الشيباني ), cunoscut ca imamul Ahmad ibn Hanbal (n. 780 - m. 855) s-a născut la Bagdad și a fost un important teolog și un savant musulman. El este considerat fondatorul uneia dintre cele patru școli sunnite, școala hanbalită. Este, de asemenea, fondatorul unei școli teologice islamice (‘aqida). Ibn Hanbal este unul dintre cei mai renumiți teologi sunniți, atribuindu-i-se titlul de Shaykh al-Islam, un titlu onorific ce este atribuit autorităților doctrinale în tradiția sunnită.

## Biografie
Ibn Hanbal s-a născut într-o familie arabă originară din Basra, Irak, ce aparținea tribului arab Banu Shayban. Tatăl său a fost ofițer al armatei abbaside în Khorasan, iar mai apoi s-a stabilit împreună cu familia sa la Bagdad, acolo unde s-a născut Ahmad, în anul 780.
Ibn Hanbal a fost contemporanul a doi califi care au vrut să impună un nou curent, Mu‘tazilismul, care presupunea credința în ideea de creație a Coranului. A fost arestat și torturat timp de doi ani de către califul Al-Ma’mun, pentru că a îndrăznit să se opună acestor principii, iar această practică a continuat în timpul celor doi succesori ai lui Al-Ma’mun, Al-Mu’tasim și Al-Wathiq. După moartea califului, Ibn Hanbal continuă să predea la Bagdad, până ce califul Al-Wathiq reîncepe persecuția. De atunci, imamul a încetat să își mai împărtășească ideile și se ascunde timp de cinci ani, până în 847, când califul Al-Mutawakkil desființează mutazilismul și îi expulzează pe adepții săi, susținând  reîntoarcerea la tradiția islamică, la principiile islamului ortodox sunnit.

## Activitatea de cercetare
După ce a studiat fiqh-ul (jurisprudența islamică) și știința hadith-ului sub îndrumarea mai multor profesori la Bagdad, în Siria și Yemen, Ibn Hanbal a acumulat suficiente cunoștințe și a hotărât să fondeze o școală de gândire riguroasă care părea cea mai apropiată de învățăturile Coranului și ale Sunnei.
Lui i se datorează o importantă cercetare a tradițiilor deoarece a descoperit că hadith-urile sunt clasificate urmând  lanțurile de transmițători care trebuie să urce până la sursa inițială, ajungându-se chiar până la unul dintre tovarășii profetului Muhammad și în funcție de autenticitatea lor erau grupate în patru clase: sahih (autentic, sănătos), hasan (bun), da’if (slab) și saqim (bolnav). Ibn Hanbal a scris, de asemenea, lucrări de comentarii despre hadith-uri și principiile morale în islam, dar și elogii adresate primilor califi Rashidun.

## Școala hanbalită
Școlile juridice, numite madhab în limba arabă, erau formate din învățați musulmani, care aveau rolul de a găsi soluții juridice pentru anumite probleme ivite în cadrul comunității. Până în ziua de astăzi, fiecare musulman aparține unei școli, ghidându-și existența în funcție de preceptele acesteia.
Doctrina hanbalită se caracterizează prin respectarea strictă  Coranului și a Sunnei și este foarte apropiată de mișcarea salafistă. Aceasta respinge ideea de inovație și condamnă abaterile religioase sau politice care au apărut de-a lungul istoriei califatului, începând cu kharigismul și toate formele de șiism. Acesta este și motivul pentru care Ibn Hanbal se opune principiilor școlii hanefite care acceptă, pe lângă izvoarele primare al dreptului canonic, opinia personală rațională.
Printre elevii lui Ahmad Ibn Hanbal s-au numărat cei doi fii ai săi, Salih (m. 873) și Abdullah (m. 903) și chiar și imamii Bukhari, Muslim, savanți de Hadith și culegători de hadith-uri eponime, iar printre continuatorii săi figurează Ibn Taymiyya (1263-1328), care îl va inspira pe teologul Muhammad Ibn Abd al-Wahhab, iar mai apoi pe emirul Muhammad Ibn Sa‘ud, motiv pentru  care Regatul Arabiei Saudite se conformează și astăzi principiilor emise de școala hanbalită.

## Mihna
Ibn Hanbal a devenit celebru înainte de Inchiziție sau Mihna] califului abbasid Al-Ma’mun. Acesta a emis concepția referitoare la caracterul creat al Coranului, potrivit căreia orice persoană care se afla în funcția de judecător trebuia să adere la acest concept, califul încercând prin această metodă să își impună autoritatea religioasă făcând presiuni chiar și asupra savanților pentru a  adopta acest curent, Mu’tazila, conform căruia Coranul era creat și nu revelat/increat. S-a înființat un tribunal inchizitorial (mihna) care avea ca rol judecarea celor care se opuneau aderării la această dogmă. Conform tradiției Sunna, Ibn Hanbal a fost printre oamenii de știință care s-au opus inițiațivei califului și doctrinei Mu’tazila, fapt care i-a adus multe prejudicii.

## Moartea
Ahmad Ibn Hanbal a murit în anul 855 la Bagdad, Irak.
De-a lungul istoriei, Ibn Hanbal a fost foarte apreciat pentru activitatea întreprinsă în domeniul cercetării tradițiilor profetice și pentru perseverența de care a dat dovadă în apărarea dogmei ortodoxe sunnite. În ciuda tuturor laudelor și aprecierilor primate de-a lungul existenței sale, unul dintre contemporanii săi a mărturisit că Ibn Hanbal nu se fălea niciodată cu realizările sale.

## Opera
- Usool as-Sunnah[1]
- Kitab al-Manasik[2]
- Kitab al-Zuhd
- Kitab al-Iman
- Kitab al-Masa'il
- Kitab al-Ashribah
- Kitab al-Fada'il Sahaba
- Kitab Tha'ah al-Rasul
- Kitab Mansukh
- Kitab al-Fara'id
- Kitab al-Radd `ala al-Zanadiqa wa'l-Jahmiyya
- Tafsir
- Musnad